# Antena 1 (Roumanie)
Pour les articles homonymes, voir Antena 1.
Antena 1 est la première chaîne du groupe Intact Media, lancée en 1993, d'abord en tant que chaîne régionale reçue à Bucarest et dans une zone proche de la capitale.
Il s'agit d'une chaîne de type généraliste.
Antena 1 est actuellement la deuxième chaîne la plus populaire de Roumanie après Pro TV.

## Histoire
En 1993, Dan Voiculescu, fondateur du Parti humaniste roumain investit dans la première chaîne de télévision privée de Roumanie.
Les premiers contenus de la chaîne comprennent principalement des films et des actualités.
Le 10 novembre 2010, la chaîne arrête son émission en Moldavie.

## Programmes
- Neatza cu Răzvan și Dani, réalisé par Răzvan Simion et Dani Oțil
- Observator, réalisé par Alessandra Stoicescu, Iuliana Pepene, Bogdan Alecsandru, Andra Petrescu, Mihai Jurca, Mihaela Călin, Olivia Păunescu, Valentin Butnaru, Laura Nuredin, Florin Căruceru, Oana Ormenișan, Marius Pancu émission d'informations
- Iubire cu parfum de lavandă, était une série télévisée roumaine
- Ana, Mi-ai fost scrisă în ADN, était un drame télévisé roumain